# シモーネ・フェッラーリ
シモーネ・フェッラーリ（Simone Ferrari、1994年3月28日 - ）は、ユナイテッド・ラグビー・チャンピオンシップベネットン・ラグビーに所属するラグビーユニオン選手。

## プロフィール
- イタリア・チェルヌスコ・スル・ナヴィーリオ出身。
- ポジションはプロップ(PR)。
- 身長 184cm、体重 120kg
- U20イタリア代表に選ばれたことがある[1]。
- イタリア代表キャップは40（2022年12月現在）でラグビーワールドカップ2019のイタリア代表に選ばれた[2]。

## 略歴
モリアーノ、ミラノを経て、2015年、ベネットンに加入。 